# Sonciwka
Sonciwka (ukr. Сонцівка) – wieś na Ukrainie, w obwodzie donieckim, w rejonie pokrowskim, w hromadzie Kurachowe. W 2001 liczyła 795 mieszkańców.

## Urodzeni
- Siergiej Prokofjew - rosyjski kompozytor.